# Myon-katalyseret fusion
Myon-katalyseret fusion (μCF) er en proces som muliggør kernefusion ved betydeligt lavere temperaturer end temperaturerne behøvet ved termonuklear fusion, endda ved stuetemperatur eller lavere. Myon-katalyseret fusion er en af de få kendte måder at katalysere fusion reaktioner.
Myoner er ustabile subatomare partikler. Myoner ligner elektroner, men har omkring 207 gange mere masse. Hvis en myon erstatter en af elektronerne i et hydrogen-molekyle, trækkes kernerne som konsekvens 207
 
gange tættere sammen end i det normale molekyle. Når kernerne er så tæt sammen, øges sandsynligheden for kernefusion meget, så en betydeligt antal fusionshændelser kan foregå ved stuetemperatur.
Med de nuværende teknikker kræver processen til fremstilling af myoner i stort antal en del energi, betragteligt mere end der produceres ved den katalyserede fusionsreaktion. Dette forhindrer myon-katalyseret fusion i at være en praktisk anvendelig energikilde, hvorfor processen endnu blot er en laboratorieorienteret kuriositet.